# Al-Isfarāyīnī
Ne pas confondre avec Abû l-Qâsim al-Isfarâ'inî, mort vers 1060.
Ne pas confondre avec Abu Hamid al-Isfara'ini, mort vers 1016.

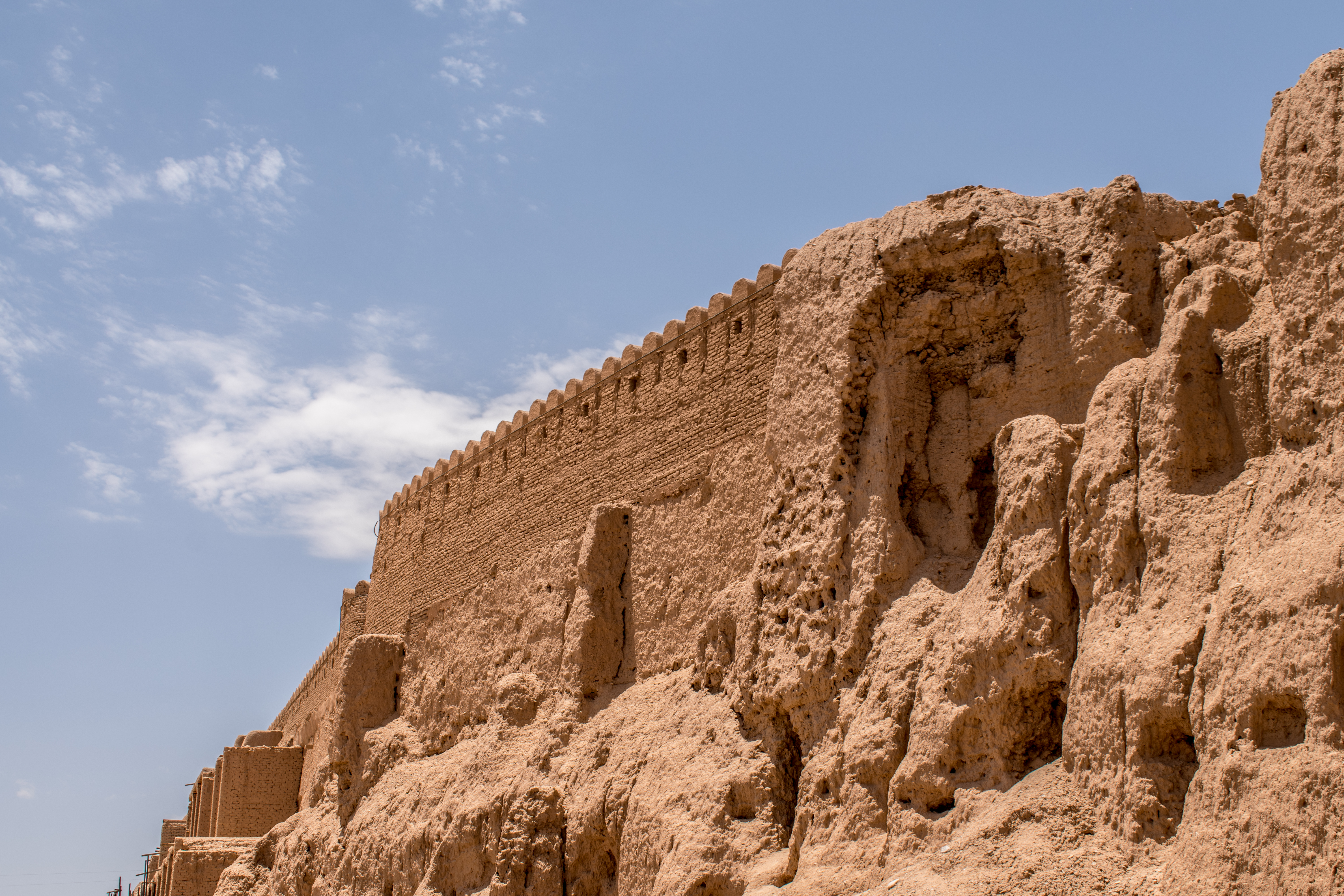
L'ancienne ville d'Isfarayen, d'où al-Isfara'inī tient sa nisba.

Abu Ishaq al-Isfara'ini ou Ibrāhīm ibn Muḥammad Al-Isfarāyīnī était un théologien perse sunnite asharite et un juriste chaféite. On ne connaît pas sa date de naissance. Il était originaire de Esfarayen, dans la région du Khorasan. Il est mort vers 1027.
Il a étudié la théologie acharite à la même époque que Ibn Furak et al-Baqillanî, auprès d'al-Bahili (ar). Il fait ainsi partie de la deuxième génération des disciples d'al-Achari. Il a contribué à la diffusion de la doctrine du fondateur de l'école. R.M. Frank le considère comme l'un des théologiens asharites les plus importants de sa génération. On le surnommait Rukn al-dîn (soutien ou pilier de la religion).
Il a étudié à Bagdad puis enseigné à Nichapur où il a eu pour disciples al-Baghdadi, et Abû l-Qâsim al-Iskâf al-Isfarâ'inî - qui aura pour élève al-Juwayni,. Il a donc joué un rôle important dans la diffusion de la doctrine acharite.

## Théologie
Al-Isfara'ini est un disciple du théologien al-Achari. Il fait partie de la génération des « anciens » selon la distinction appliquée par al-Khaldun à l'évolution du dogme acharite.
Cependant, il diverge déjà par rapport au fondateur de l'école sur la question des attributs anthropomorphiques. Alors qu'al-Achari se refuse à interpréter les versets qui font référence à la Face ou aux Mains de Dieu, al-Isfara'ini affirme la nécessité d'une interprétation allégorique, afin d'éviter tout anthropomorphisme, qui serait en contradiction avec le dogme de l'unicité de Dieu - au sens où Dieu n'est pas semblable à ses créatures.
On sait qu'au sujet de la Parole de Dieu, il considérait qu'elle ne pouvait pas s'adresser directement aux hommes. Les seules exceptions qu'il concède sont Moïse et le Prophète Mahomet - selon lui, la parole d'Allah ne peut être entendue par les hommes que par un intermédiaire. Al-Juwayni suivra cette position.

## Postérité
La plupart de ses œuvres sont perdues. Mais ses livres sont souvent cités par ses successeurs, signe de sa popularité.

## Œuvre
Seule une partie de ses écrits a été conservée,.
Nūr al-ʿayn fī mašhad al-Ḥusayn
'Aqida (un bref essai dépourvu de titre, sorte de catéchisme qui présente les dogmes essentiels de l'islam, édité par Richard M. Frank).
On sait, par le biais de citations par des auteurs postérieurs, qu'il avait écrit aussi :
al-Jāmiʿ fī uṣūl al-dīn wa-l-radd ʿalā l-mulḥidīn (« Un compendium des principes de la religion et de la réfutation des athées »),
Kitāb al-Asmāʾ wa-l-ṣifāt (« Livre des Noms et des Attributs »), et
Mukhtaṣar fī l-radd ʿalā ahl al-iʿtizāl wa-l-qadar (« Brève réfutation des mutazilites et des partisans du libre arbitre »).